# Honda Civic 9. Generation
| Sterne im Euro NCAP-Crashtest (2012) | 5 Sterne im Euro-NCAP-Crashtest |

Der Honda Civic der neunten Generation wurde von Herbst 2011 produziert und war in Deutschland seit Anfang 2012 erhältlich. Das eigens für Europa entwickelte Modell wurde erstmals auf der IAA 2011 vorgestellt. Das Nachfolgemodell ist in Deutschland seit März 2017 erhältlich, der Kombi wurde Ende 2017 ersatzlos eingestellt.
Der 2012 eingeführte Acura ILX basiert auf der neunten Generation des Civic.

## Geschichte
Zunächst kam am 11. Februar 2012 die Schräghecklimousine in den Handel. Sie wurde nur noch als Fünftürer angeboten, da beim Vorgänger der Dreitürer zu wenig nachgefragt wurde. Lediglich vom Type R konnten bis zu seiner Einstellung Ende 2010 ausreichend Fahrzeuge abgesetzt werden.
Zum Marktstart standen drei Motoren, darunter zwei Otto- und ein Dieselmotor, zur Auswahl. Die beiden Ottomotoren arbeiten nach dem Saugprinzip, sind somit nicht mithilfe eines Kompressors oder Turboladers aufgeladen. Der kleinere Benziner holt aus 1,3 Litern Hubraum (als „1,4“ bezeichnet) eine Leistung von 73 kW (99 PS), der größere aus 1,8 Litern Hubraum 104 kW (141 PS). Der 2,2 Liter große Common-Rail-Dieselmotor leistet maximal 110 kW (150 PS).
Im Januar 2013 wurde die Motorenpalette um einen neu entwickelten 1,6 Liter-Common-Rail-Dieselmotor ergänzt, der 88 kW (120 PS) leistet und einen Normverbrauch von rund 3,6 l auf 100 km hat.
Die Kraft wird über ein 6-Gang-Schaltgetriebe an die Vorderräder übertragen. Für den 1,8-Liter-Ottomotor wird auch ein 5-Gang-Automatikgetriebe angeboten.

### Karosserieversionen
Neben dem Fünftürer wurde der Civic im Sommer 2012 auch als Stufenhecklimousine (in zwei Ausstattungsvarianten und fünf Farben) eingeführt. Bis dahin war diese nur in Osteuropa angeboten worden.
Im Frühjahr 2013 wurde ein Kombi (Civic Tourer) als Konzeptfahrzeug vorgestellt; es wurde vom Designstudio Vercarmodel Saro entworfen. Die Serienversion wurde im Herbst 2013 präsentiert und am 1. Februar 2014 europaweit eingeführt. Er wurde ab dem 12. Dezember 2013 im englischen Honda-Werk in Swindon gebaut.

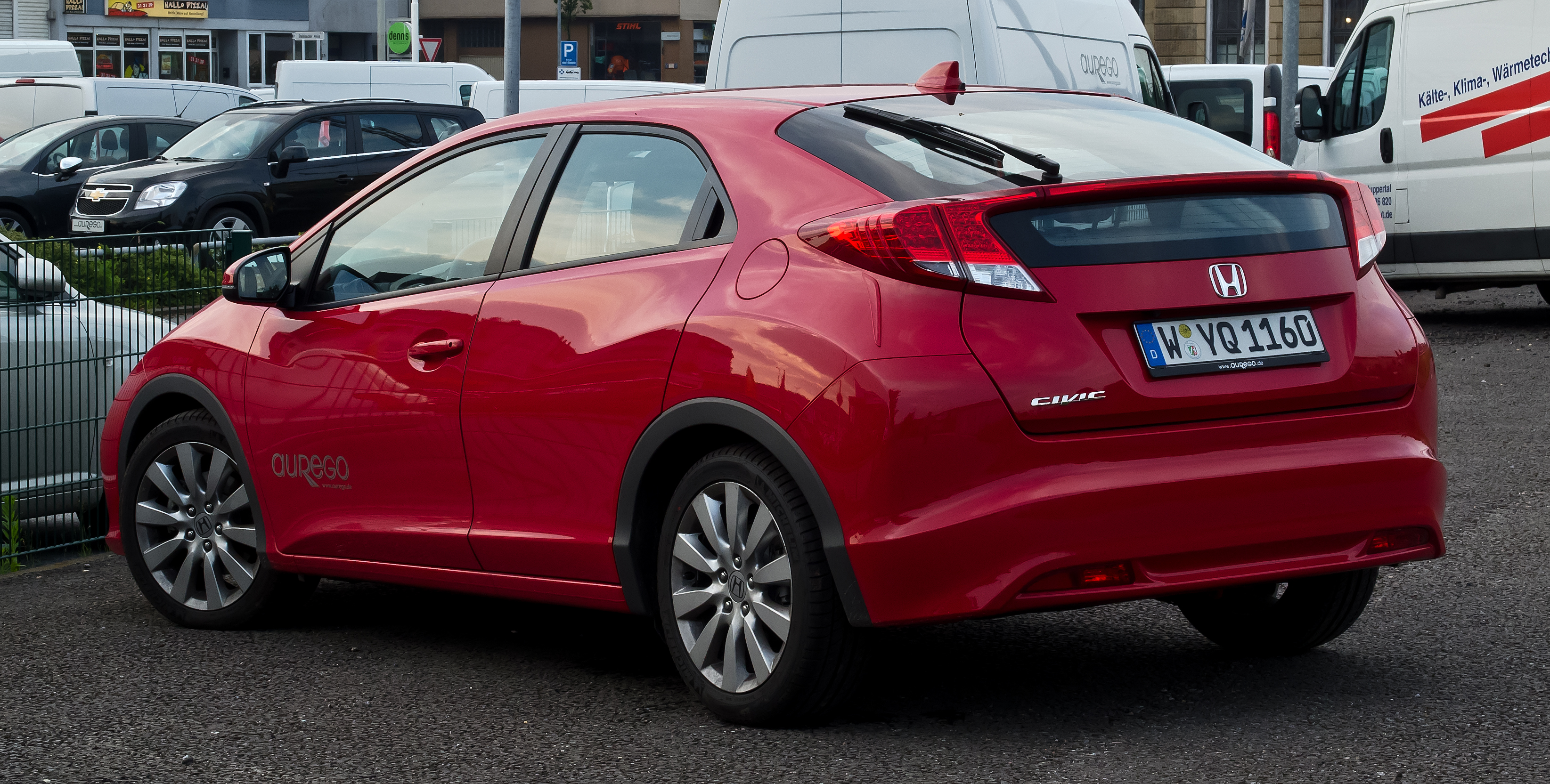
Heckansicht
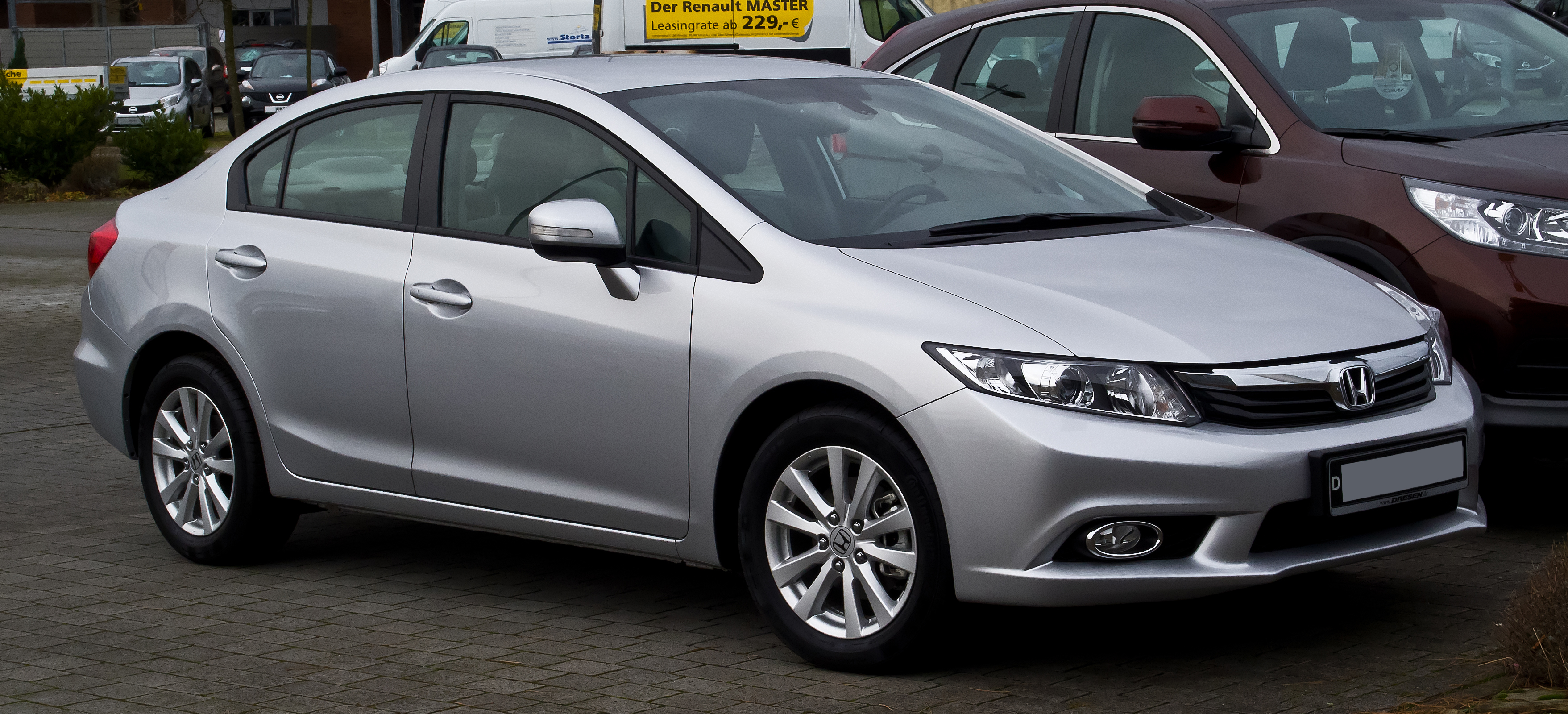
Honda Civic Limousine (Sedan) (2012–2014)
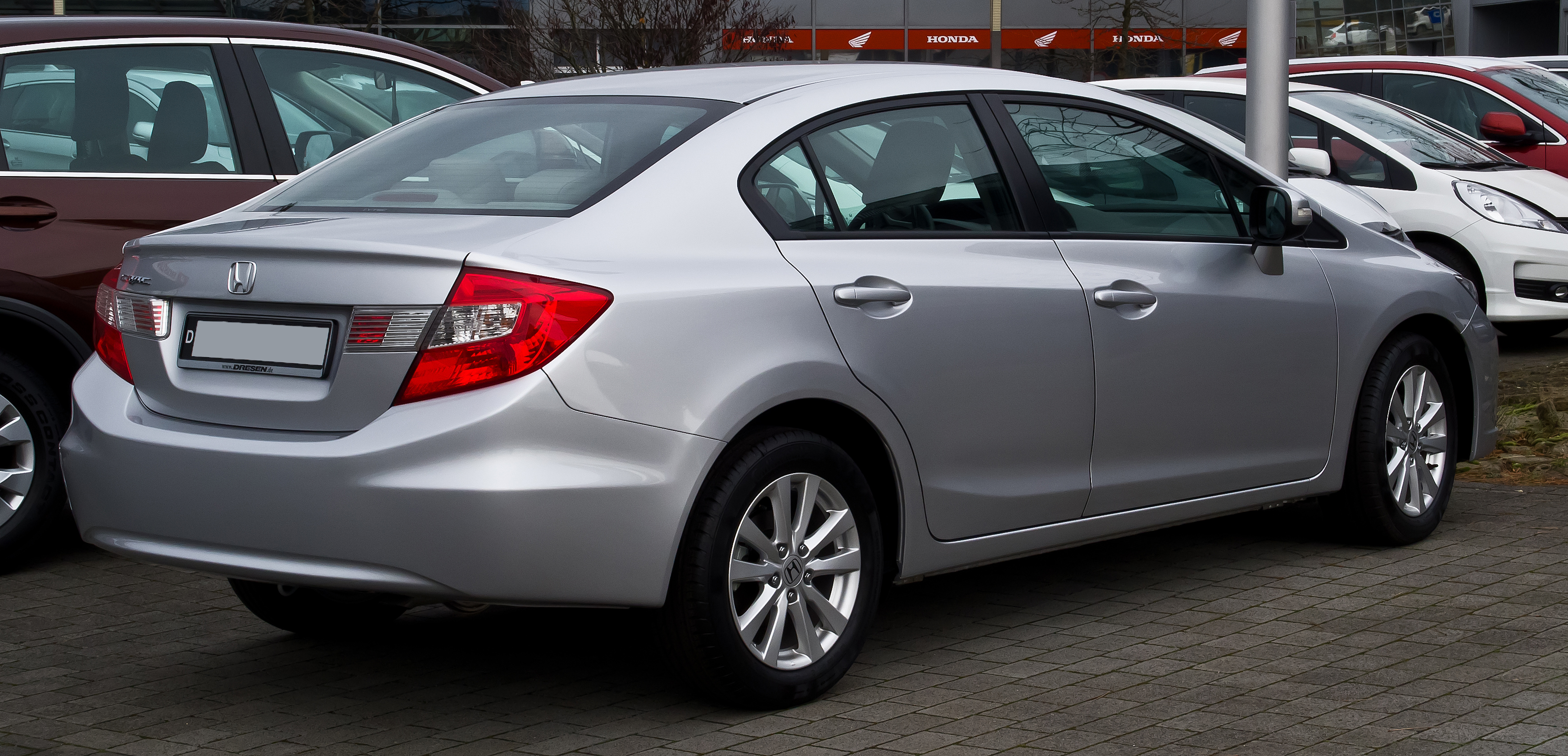
Heckansicht
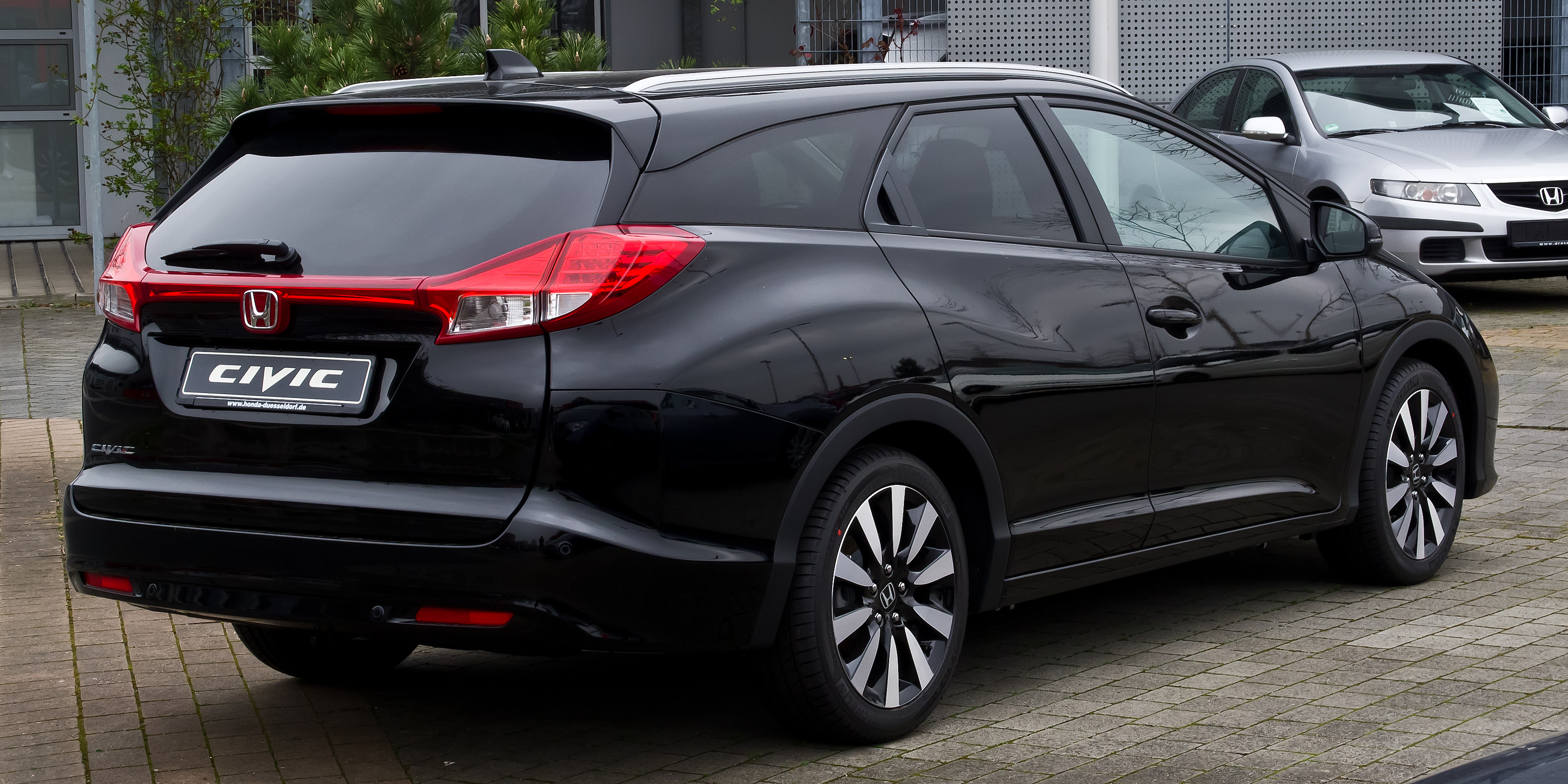
Honda Civic Tourer (2013–2014)

### Modellpflege
Im Oktober 2014 wurde auf dem Pariser Autosalon ein überarbeiteter Civic präsentiert, der seit Januar 2015 erhältlich ist.
Zu erkennen ist er an geänderten Front- und Heckpartien mit anderen Schwellern, LED-Scheinwerfern (LED-Rückleuchten und schwarzem Spoiler beim Schrägheck), neuen Sitzbezügen sowie verchromten Türgriffen. Zudem gibt es wieder einen Civic Sport, der mit dem 1,4-l, 1,8-l-Ottomotor oder dem 1,6-l-Dieselmotor zu haben ist. Weitere Merkmale des Sport sind ein Wabengrill, schwarze 17″-Leichtmetallfelgen und ein in Wagenfarbe lackierter Heckspoiler. Der Dachhimmel ist schwarz.

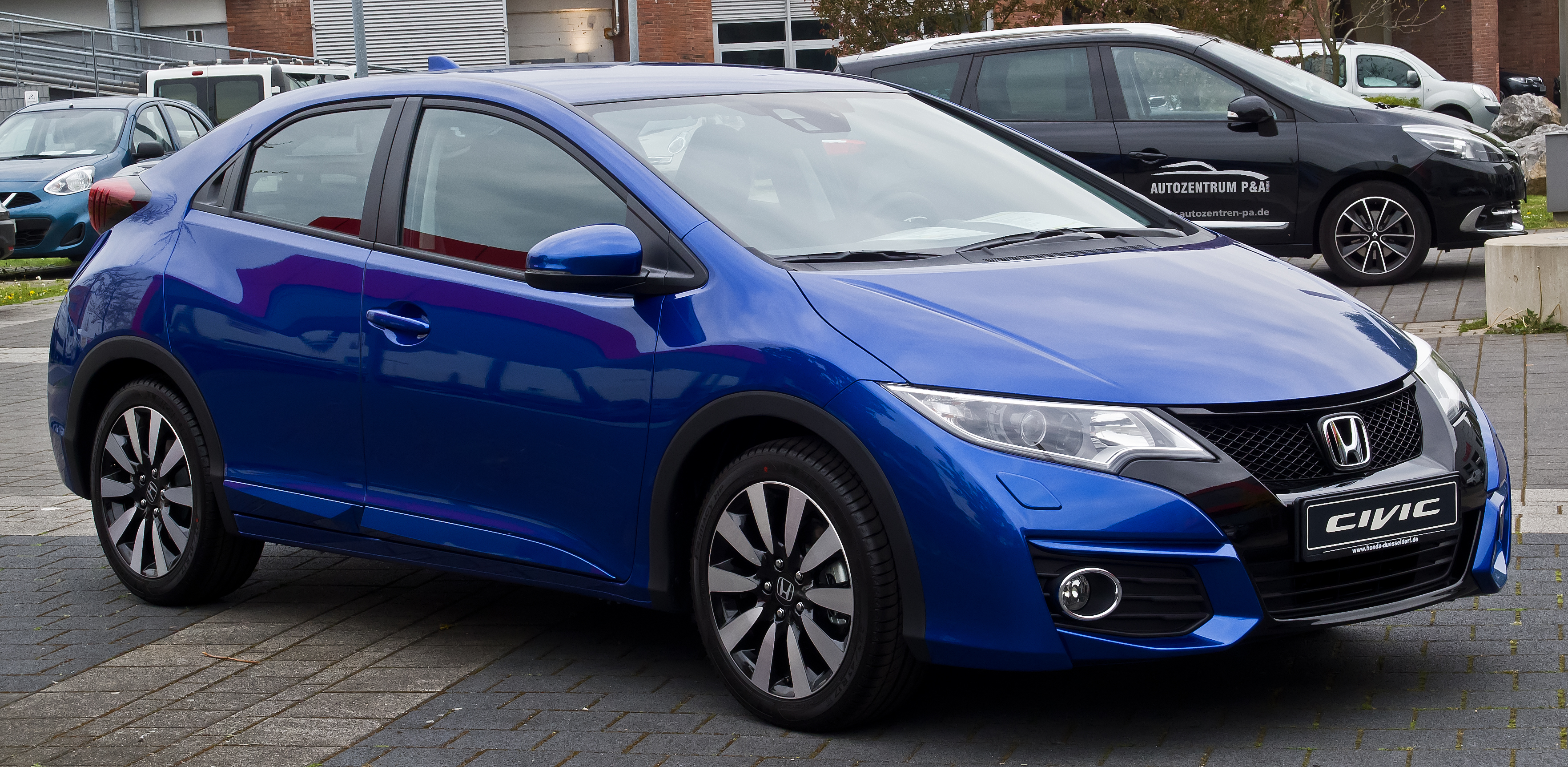
Honda Civic (2014–2017)
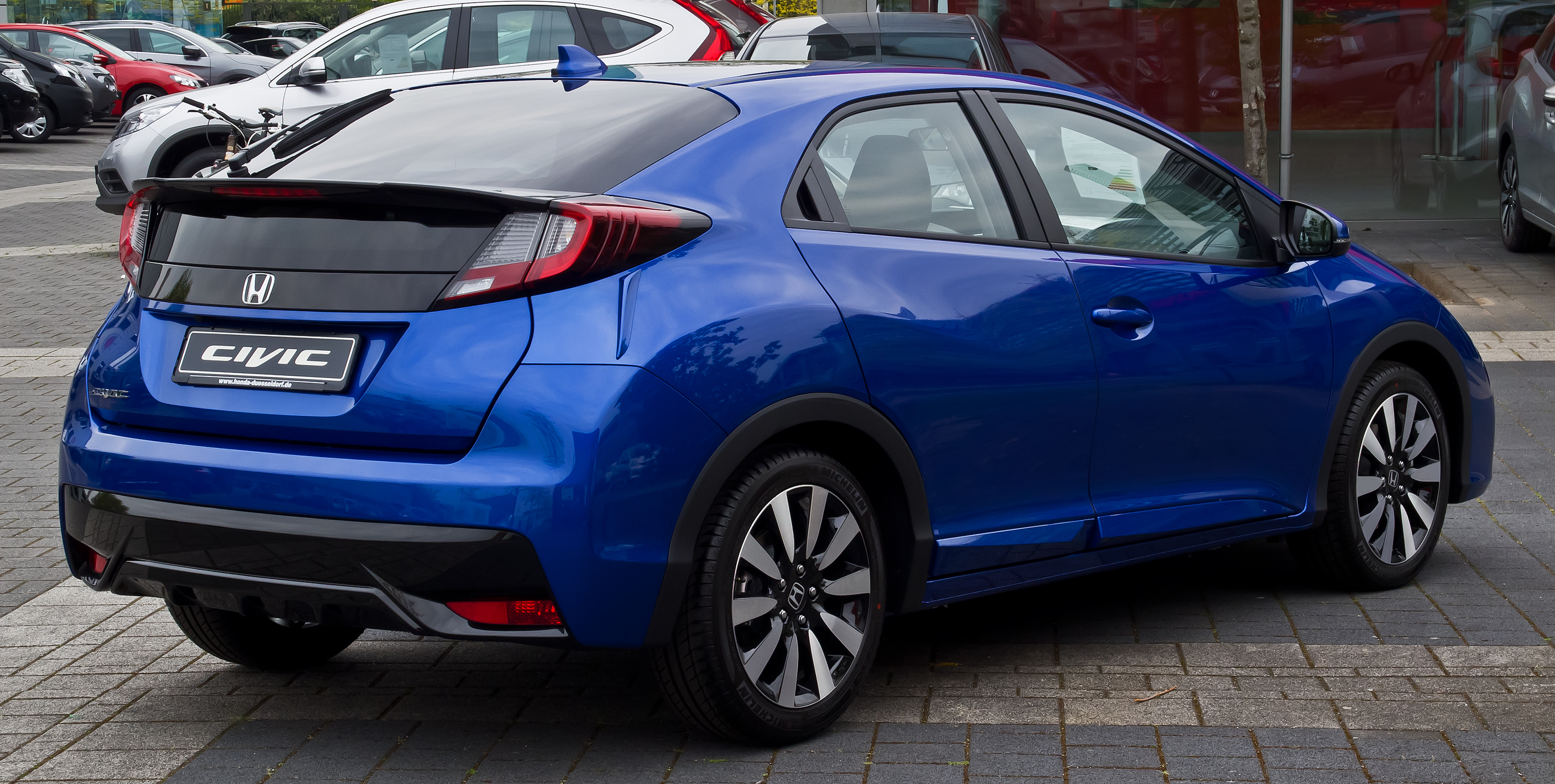
Heckansicht
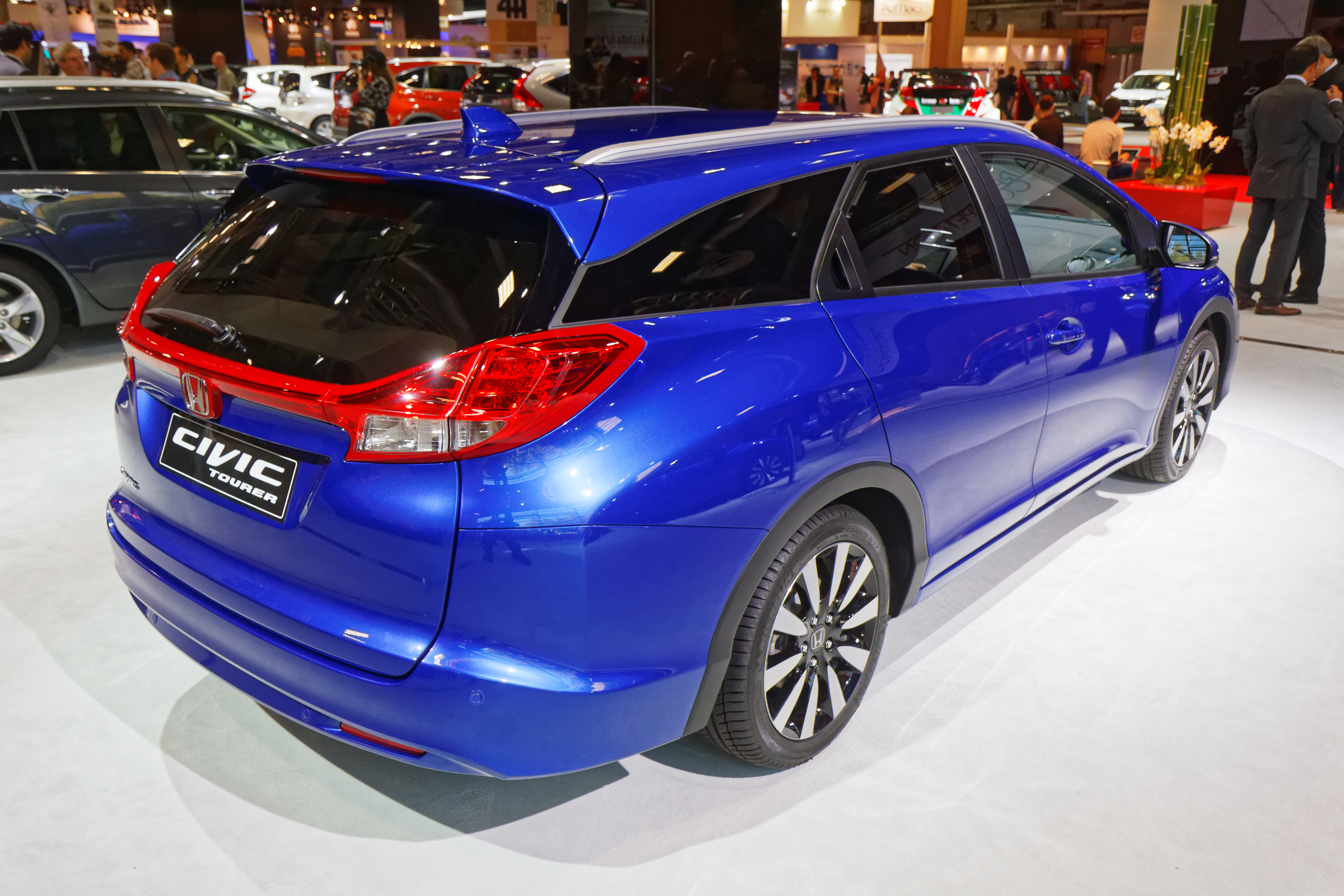
Honda Civic Tourer (2014–2017)

### Technische Daten
| Kenngrößen                                  | 1.4 i-VTEC                 | 1.4 i-VTEC                 | 1.8 i-VTEC                                         | 1.8 i-VTEC                                         | 2.0 i-VTEC (Type R)          | 1.6 i-DTEC                     | 1.6 i-DTEC                     | 2.2 i-DTEC                     |
| Karosserieform                              | Schrägheck                 | Schrägheck                 | Schrägheck, Stufenheck, Kombi                      | Schrägheck, Stufenheck, Kombi                      | Schrägheck                   | Schrägheck, Kombi              | Schrägheck, Kombi              | Schrägheck                     |
| Bauzeitraum                                 | 10/2011–10/2014            | 10/2014–03/2017            | 10/2011–10/2014                                    | 10/2014–02/2018                                    | 04/2015–03/2017              | 01/2013–09/2015                | 09/2015–02/2018                | 10/2011–12/2013                |
| Motorkenndaten                              |                            |                            |                                                    |                                                    |                              |                                |                                |                                |
| Motortyp                                    | R4-Ottomotor               | R4-Ottomotor               | R4-Ottomotor                                       | R4-Ottomotor                                       | R4-Ottomotor                 | R4-Dieselmotor                 | R4-Dieselmotor                 | R4-Dieselmotor                 |
| Gemischaufbereitung                         | Saugrohreinspritzung       | Saugrohreinspritzung       | Saugrohreinspritzung                               | Saugrohreinspritzung                               | Direkteinspritzung           | Common-Rail-Direkteinspritzung | Common-Rail-Direkteinspritzung | Common-Rail-Direkteinspritzung |
| Motoraufladung                              | —                          | —                          | —                                                  | —                                                  | Turbolader                   | Turbolader                     | Turbolader                     | Turbolader                     |
| Hubraum                                     | 1339 cm³                   | 1339 cm³                   | 1799 cm³                                           | 1799 cm³                                           | 1996 cm³                     | 1597 cm³                       | 1597 cm³                       | 2199 cm³                       |
| max. Leistung                               | 73 kW (99 PS) bei 6000/min | 73 kW (99 PS) bei 6000/min | 104 kW (141 PS) bei 6500/min                       | 104 kW (142 PS) bei 6500/min                       | 228 kW (310 PS) bei 6500/min | 88 kW (120 PS) bei 4000/min    | 88 kW (120 PS) bei 4000/min    | 110 kW (150 PS) bei 4000/min   |
| max. Drehmoment                             | 127 Nm bei 4800/min        | 127 Nm bei 4800/min        | 174 Nm bei 4300/min                                | 174 Nm bei 4300/min                                | 400 Nm bei 2500–4500/min     | 300 Nm bei 2000/min            | 300 Nm bei 2000/min            | 350 Nm bei 2000/min            |
| Kraftübertragung                            |                            |                            |                                                    |                                                    |                              |                                |                                |                                |
| Antrieb, serienmäßig                        | Vorderradantrieb           | Vorderradantrieb           | Vorderradantrieb                                   | Vorderradantrieb                                   | Vorderradantrieb             | Vorderradantrieb               | Vorderradantrieb               | Vorderradantrieb               |
| Getriebe, serienmäßig [ optional ]          | 6-Gang-Schaltgetriebe      | 6-Gang-Schaltgetriebe      | 6-Gang-Schaltgetriebe [ 5-Gang-Automatikgetriebe ] | 6-Gang-Schaltgetriebe [ 5-Gang-Automatikgetriebe ] | 6-Gang-Schaltgetriebe        | 6-Gang-Schaltgetriebe          | 6-Gang-Schaltgetriebe          | 6-Gang-Schaltgetriebe          |
| Messwerte                                   |                            |                            |                                                    |                                                    |                              |                                |                                |                                |
| Höchstgeschwindigkeit                       | 187 km/h                   | 187 km/h                   | 215 km/h [ 210 km/h ]                              | 215 km/h [ 210 km/h ]                              | 270 km/h                     | 207 km/h                       | 207 km/h                       | 217 km/h                       |
| Beschleunigung, 0–100 km/h                  | 13,0 s                     | 13,0 s                     | 8,7 s [ 10,4 s ]                                   | 8,7 s [ 10,4 s ]                                   | 5,7 s                        | 10,2 s                         | 10,2 s                         | 8,5 s                          |
| Kraftstoffverbrauch auf 100 km (kombiniert) | 5,4 l Super                | 5,4 l Super                | 5,8 l Super [ 6,3 l Super ]                        | 5,8 l Super [ 6,3 l Super ]                        | 7,3 l Super                  | 3,6 l Diesel                   | 3,6 l Diesel                   | 4,2 l Diesel                   |
| CO2-Emission (kombiniert)                   | 128 g/km                   | 128 g/km                   | 136 g/km [ 148 g/km ]                              | 136 g/km [ 148 g/km ]                              | 170 g/km                     | 94 g/km                        | 94 g/km                        | 110 g/km                       |
| Abgasnorm nach EU-Klassifikation            | Euro 5                     | Euro 6                     | Euro 5                                             | Euro 6                                             | Euro 6                       | Euro 5                         | Euro 6                         | Euro 5                         |

- i-DTEC = Intelligent Diesel Technology